# Контролируемый язык
Контроли́руемый язы́к (упрощённый естественный язык, англ. controlled natural language, CNL) — ограниченная версия естественного языка, созданная для выполнения определённых задач. Контролируемый язык — это подвид естественного языка, полученный ограничением в использовании грамматики, терминологии и речевых оборотов посредством регламентирующих правил с тем, чтобы снизить или искоренить его многозначность и сложность.
Традиционно контролируемые языки подразделяются на две группы: в одной все усилия направлены на повышение удобочитаемости для человека (например, для тех, кому язык текста не родной); в другой эти меры направлены на создание языка, надежного в плане автоматического семантического анализа.
Первый тип языков (их также часто называют «упрощёнными» или «техническими»), например, упрощённый технический английский, простой английский IBM (IBM Easy English), используются в индустрии для повышения качества технической документации и по возможности упростить (полу)автоматический перевод документации. Эти языки ограничивают писателя общими правилами, такими как «писать короткими и грамматически простыми предложениями», «использовать существительные вместо местоимений», «использовать определяющие слова», «использовать активный залог вместо пассивного».
Второй тип языков имеет формальную логическую основу, следовательно у них формальные синтаксис и семантика, и они могут быть сопоставлены с существующим формальным языком, таким как логика первого порядка. Таким образом, их можно использовать в качестве языков репрезентации знаний, и написание на этих языках сопровождается полностью автоматической проверкой на целостность и избыточность, ответов на запросы и т. д.
Цели создания таких языков различны. Например, так называемый бейсик-инглиш, созданный в 1925 году английским лингвистом Чарльзом Огденом (англ. Charles Kay Ogden), был предназначен для ускоренного обучения английскому языку коренного населения многочисленных английских колоний. Специальные языки были построены на основе английского для унификации сообщений прогноза погоды, общения в воздушном пространстве или полицейских переговоров.
Наиболее широкое практическое применение имеют упрощённые технические языки, создаваемые для регламентирования лингвистической составляющей процесса создания технической документации.
В настоящее время представление о контролируемых языках приобрело особое значение в связи с развитием систем машинного перевода.
По функциональному применению некоторые контролируемые языки можно сопоставить с профессиональным жаргоном различных групп, однако жаргон и сленг отражают более живое развитие разговорной речи, не связывая себя формальными правилами.